# Flaga Sycylii

Flaga używana przez nacjonalistów

Flaga Królestwa Sycylii

Flaga Sycylii przedstawia centralnie umieszczony triskelion, pośrodku którego widnieje głowa Meduzy, otoczona trzema kłosami pszenicy. Trzy nogi są tutaj symbolem szczęścia i pomyślności.
Flaga Sycylii podzielona jest na dwa równej wielkości trójkąty wzdłuż przekątnej biegnącej od górnego końca po stronie przy drzewcu do dolnego po stronie swobodnej. Górny trójkąt jest barwy czerwonej, a dolny żółtej. Są to barwy dwóch sycylijskich miast, które jako pierwsze zawiązały konfederację, by przeciwstawić się władzy Andegawenów: Palermo i Corleone.
Triskelion, zwany na Sycylii trinacria, jest oficjalnym symbolem Sycylii. Flaga w obecnej formie została przyjęta w roku 2000 jako flaga regionu autonomicznego Sycylia.